# Makarțivka (Ciornohlazivka), Poltava
Makarțivka (în ucraineană Макарцівка) este un sat în comuna Ciornohlazivka din raionul Poltava, regiunea Poltava, Ucraina.

## Demografie
Componența lingvistică a localității Makarțivka
     Ucraineană (95,02%)
     Alte limbi (1,65%)
Conform recensământului din 2001, majoritatea populației localității Makarțivka era vorbitoare de ucraineană (95,02%), existând în minoritate și vorbitori de alte limbi.